# تدی الو
تدی الو (انگلیسی: Teddy Alloh؛ زادهٔ ۲۳ ژانویهٔ ۲۰۰۲) بازیکن فوتبال است.